# 1950年の政治
1950年の政治（1950ねんのせいじ）では、1950年（昭和25年）の政治分野に関する出来事について記述する。

## できごと

### 1月
- 1月1日 - ダグラス・マッカーサー元帥、年頭の書簡で「自衛権」を強調。
- 1月6日
  - コミンフォルムが「日本の情勢について」を発表、日本共産党を批判。これをきっかけに日本共産党中央委員会内に分裂がおきる（五〇年問題）。
  - イギリスが中華人民共和国を承認する。このため台湾の国民党政府は、イギリスと断交する。
- 1月11日 - 日本共産党政治局会議。徳田球一書記長、野坂参三、伊藤律ら主流派はコミンフォルムの野坂論文批判に反対。志賀義雄、宮本顕治ら反主流派はコミンフォルムに賛成。政治局会議は主流派が勝利。
- 1月12日 - 共産党機関紙「アカハタ」に徳田書記長の「所感」掲載。
- 1月15日 - 志賀義雄、党にソ連、コミンフォルムを中心とする各国共産党の国際的連携を主張する意見書を提出。
- 1月16日
  - インドで憲法が施行される（インドの共和国記念日）。
  - 日本社会党第5回党大会（於東京家政学院）開催。
- 1月17日 - 社会党大会2日目。鈴木茂三郎書記長の演説をめぐり党内左右両派の代議員が大乱闘。
- 1月18日
  - 日本共産党拡大中央委員会総会召集。徳田書記長、志賀意見書を批判。
  - 中華人民共和国がベトナム民主共和国を承認する。
  - （夜）片山哲元首相、党大会の続行不可の声明発表。
- 1月19日
  - 片山元首相、党大会の席上で委員長候補の辞退を声明。右派は大妻講堂で、左派は家政学院で別個に党大会を開催。
  - 共産党拡大中央委に中国共産党が人民日報で所感を批判する論説が伝わる。徳田書記長は書簡を撤回。志賀も意見書を撤回。
- 1月20日 - 保守合同に反対の木村小左衛門地方自治庁長官（国務相）が吉田首相に会見を拒否される。
- 1月24日 - 木村小左衛門地方自治庁長官辞任。後に数人と民主党野党派に復帰。
- 1月26日
  - 民主党野党派、議員総会。
  - 共産党人事異動で宮本顕治が九州地方委員会議長に左遷。
- 1月31日 - ソ連がベトナム民主共和国を承認する。

### 2月
- 2月上旬 - 保利茂民主党連立派（民連）幹事長と民主自由党の林譲治代議士が会談。犬養健民主党総裁は民自党に入党せず無所属となり、民自・民連両党が合同する秘密協定を結ぶ。
- 2月7日 - アメリカとイギリス、ベトナム国を承認。
- 2月10日
  - GHQ、沖縄に恒久基地建設を発表。
  - 民主自由党と民主党連立派の衆議院議員23名、参議院議員5名が合同する（民自党への吸収の形）。
- 2月17日 - 稲垣平太郎通産相、辞任。民主党野党派に復帰。通産相は池田勇人蔵相が兼務。

### 3月
- 3月1日 - 民主自由党と民主党連立派が合同し、党名を自由党に改称する。総裁に吉田茂首相。
  - 蔣介石が中華民国総統への復帰を宣言。
- 3月3日 - 最高裁判所長官に田中耕太郎が就任する。
- 3月12日 - 民主党野党派、党大会を開催。「進歩的国民勢力の結集」を標榜。
- 3月16日 - 日本共産党書記長(党首)の徳田球一が、徳田要請問題について衆議院から証人喚問を受けて証言する。

### 4月
- 4月3日 - 社会党統一党大会開催。委員長を空席、書記長に浅沼稲次郎、会計に下条恭兵を選出。
- 4月5日 - 徳田要請問題について、前日に衆議院に証人喚問を受けて証言をした菅季治が遺書を残し鉄道に飛び込み自殺。
- 4月27日 - 池田勇人蔵相、宮沢喜一秘書官を伴い、訪米。
- 4月28日 - 民主党野党派と国民協同党が合同し、国民民主党を結成する。最高委員長に苫米地義三。
- 4月30日 - 図書館法を公布。

### 5月
- 5月1日 - 精神衛生法を公布、施行 。
- 5月2日 - 電波三法（放送法、電波法、電波監理委員会設置法）を公布。
- 5月3日
  - 吉田首相が、全面講和論を唱える南原繁東大総長を「曲学阿世の徒」と自由党両院議員秘密総会で批判する[1][2]。
  - マッカーサー元帥、反共談話を発表。
  - 池田・ドッジ会談。
- 5月22日 - 池田蔵相、帰国。
- 5月30日 - 共産党、皇居前広場に200団体、1万5000人を集め「人民決起大会」を開催。群集と私服刑事やMP（憲兵）が乱闘（人民広場事件）。

### 6月
- 6月1日 - 電波三法施行。
- 6月4日
  - 第2回参議院議員通常選挙。
  - 徳田球一共産党書記長、地下に潜伏。
- 6月6日 - マッカーサー、日本共産党中央委員24名の追放を吉田首相への書簡で指令（レッド・パージの開始）。
- 6月7日 - GHQ、共産党機関紙「アカハタ」責任者の聴濤克巳ら17名の追放を指令。
- 6月17日 - アメリカ国務省顧問ジョン・フォスター・ダレスが対日講和条約の準備のため来日[1]。
- 6月22日 - 吉田・ダレス会談。
- 6月23日 - 苫米地義三（国民民主党最高委員長）・ダレス会談。
- 6月24日 - 浅沼稲次郎（社会党書記長）・ダレス会談。日本側、講和機運昂揚。
- 6月25日 - 朝鮮戦争勃発。
- 6月26日 - GHQ、共産党機関紙「アカハタ」の30日間停刊を指令。
- 6月27日
  - 国連安保理で北朝鮮弾劾決議案が可決される。
  - ハリー・S・トルーマン米大統領が議会の議決を経ずに北朝鮮に宣戦布告。
  - 保導連盟事件。
- 6月28日
  - 朝鮮戦争:ソウルが陥落、北朝鮮の占領下に置かれる。
  - 内閣改造。第3次吉田内閣第1次改造内閣成立。
- 6月29日 - マッカーサー、朝鮮半島訪問。

### 7月
- 7月4日 - 結社の自由及び団結権の保護に関する条約（ILO87号条約）が発効。日本に対する発効日は1966年6月14日。
- 7月6日 - ポーランド・東ドイツ間でズゴジェレツ条約を締結。オーデル・ナイセ線を両国の国境として確認する。西ドイツは受け入れず。
- 7月7日 - マッカーサー、国連軍最高司令官に任命。
- 7月8日 - マッカーサー、警察予備隊の創設を指令。
- 7月11日
  - 日本労働組合総評議会（総評）結成大会開催。
  - パキスタンがIMF（国際通貨基金）に加盟する。
- 7月12日 - 第8臨時国会召集。
- 7月15日 - 最高検察庁、日本共産党幹部で追放指定された徳田球一らに逮捕状。
- 7月17日 - GHQ、共産党機関紙「アカハタ」の無期限発行停止を指令。
- 7月24日 - 新聞、放送、通信のマスコミ関係に関してレッドパージが始まる。

### 8月
- 8月10日 - 警察予備隊設置令公布施行。警察予備隊発足。
- 8月13日 - 警察予備隊員7万5000名の募集受付開始。応募ラッシュ。
- 8月30日 - マッカーサー元帥、特審局を通じて全国労働組合連絡協議会（全労連）の解散を命令。

### 9月

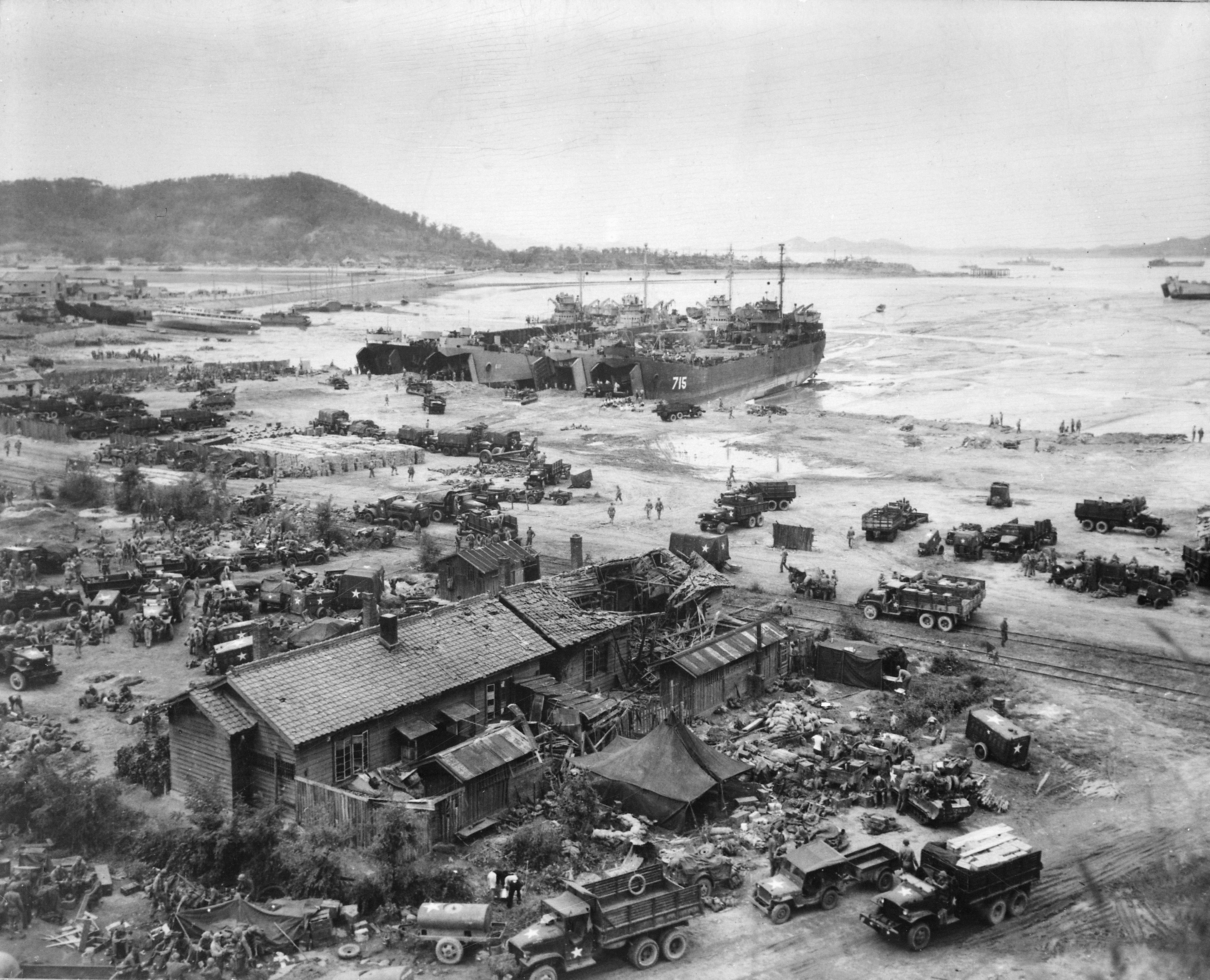
仁川上陸作戦で揚陸作業を行うアメリカ軍のLST

- 9月10日 - 米国務、国防両省、対日平和条約締結方針を決定。
- 9月15日 - 仁川上陸作戦。
- 9月26日 - 国連軍、ソウルを奪還。

### 10月
- 10月1日 - 国連軍、38度線を越える。
- 10月13日 - GHQ、公職追放者の解除を初めて承認。
- 10月20日 - 朝鮮戦争で、国連軍が平壌を占領する。46日後の12月5日に中国軍に奪還される。
- 10月21日 - 公職資格訴願審査委員会解散。
- 10月26日 - 国連軍、鴨緑江に進撃。

### 11月
- 11月3日 - GHQ、君が代演奏を許可。
- 11月24日 - 電気事業再編成令をポツダム政令で公布したため、国会で揉める。

### 12月
- 12月13日 - 地方公務員法公布。
- 12月28日 - 毒物及び劇物取締法施行。